# Энтль-Моккунъях
Энтль-Моккунъях (устар. Энтль-Моккун-Ях) — река в России, протекает по Нижневартовскому району Ханты-Мансийского АО. Устье реки находится в 109 км по левому берегу реки Кульёган. Длина реки составляет 123 км, площадь водосборного бассейна 1350 км². Высота устья — 40,5 м над уровнем моря.

## Притоки
- 6 км: Югот (пр)
- 24 км: Ай-Моккунъях (лв)
- 46 км: Сутлымко (лв)
- 89 км: Тыкелькорнигль (лв)
- 102 км: Сыгльигль (лв)

## Данные водного реестра
По данным государственного водного реестра России относится к Верхнеобскому бассейновому округу, водохозяйственный участок реки — Обь от впадения реки Вах до города Нефтеюганск, речной подбассейн реки — Обь ниже Ваха до впадения Иртыша. Речной бассейн реки — (Верхняя) Обь до впадения Иртыша.
Код объекта в государственном водном реестре — 13011100112115200041498.